# Villers-Guislain
Villers-Guislain – miejscowość i gmina we Francji, w regionie Hauts-de-France, w departamencie Nord.
Według danych na rok 1990 gminę zamieszkiwało 659 osób, a gęstość zaludnienia wynosiła 58 osób/km² (wśród 1549 gmin regionu Nord-Pas-de-Calais Villers-Guislain plasuje się na 688. miejscu pod względem liczby ludności, natomiast pod względem powierzchni na miejscu 253.).